# Silau
Silau är ett vattendrag i Indonesien. Det ligger i den västra delen av landet, 1 300 km nordväst om huvudstaden Jakarta.